# Enric Jardí i Soler
Enric Jardí i Soler (Barcelona, 1964) es un diseñador gráfico y profesor de diseño español. Su trabajo se centra principalmente en la tipografía, el diseño de revistas, la imagen corporativa y las cubiertas de libros.
Es hijo del crítico de arte e historiador Enric Jardí i Casany (1924-1998). Estudió diseño gráfico en la escuela Elisava, y en 1991 formó el grupo tipográfico Type-Ø-Tones junto a otros diseñadores, desarrollando tipos distribuidos por FontShop. Al año siguiente fundó el estudio Propaganda, y en 1998 se estableció por su cuenta.
Ha hechos diversos trabajos de imagen corporativa (el Campeonato Mundial de Natación de 2003, la agenda del MACBA, el canal de cine CTK y la Editorial Columna) e ilustraciones en prensa (La Vanguardia, Público, The New York Times), y ha colaborado en el rediseño de los diarios Chicago Reader y Boston Phoenix.
Del 2005 a 2008 fue presidente de la Asociación de Directores de Arte y Diseñadores Gráficos (ADG-FAD), miembro de Fomento de las Artes y del Diseño. En 2009 recibió un Premio Nacional de Cultura, modalidad de Diseño, de la Generalidad de Cataluña.
Ha publicado el libro Cincuenta y tantos consejos sobre tipografía (2021), que es una edición revisada y ampliada de Veintidós consejos sobre tipografía (que algunos diseñadores jamás revelarán) y veintidós cosas que nunca debes hacer con las letras (que algunos tipógrafos nunca te dirán) (2007). También ha escrito el libro Pensar con imágenes (2012).
Es director del Máster de Tipografía Avanzada de la escuela EINA, asociada a la Universidad Autónoma de Barcelona, y profesor de la Escuela Elisava (desde 1988) y del Máster en Dirección de Arte en Publicidad de la Universidad Ramon Llull.